# Max Taut

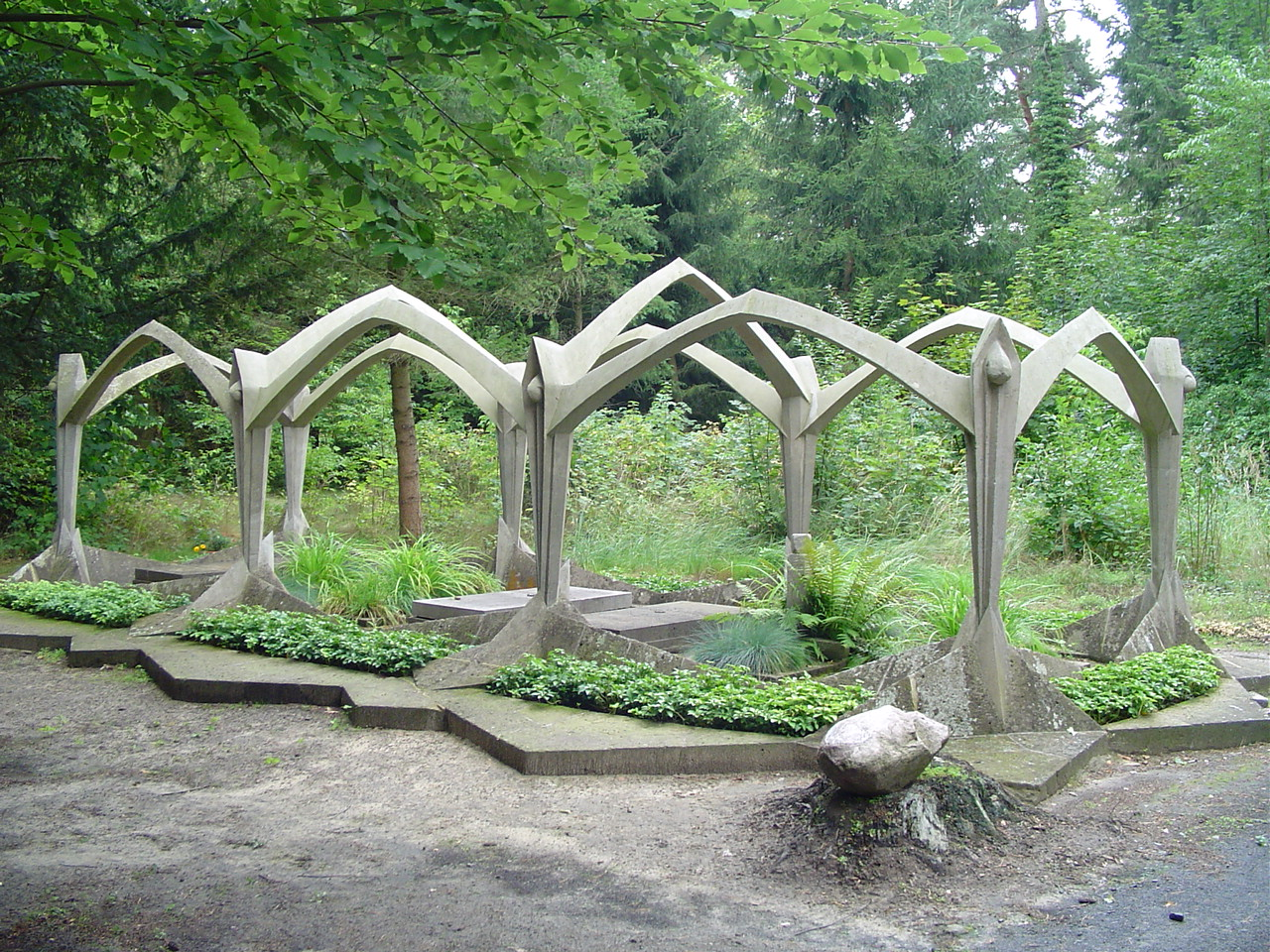
Tombe August Wissinger à Südwestkirchhof Stahnsdorf (1921)

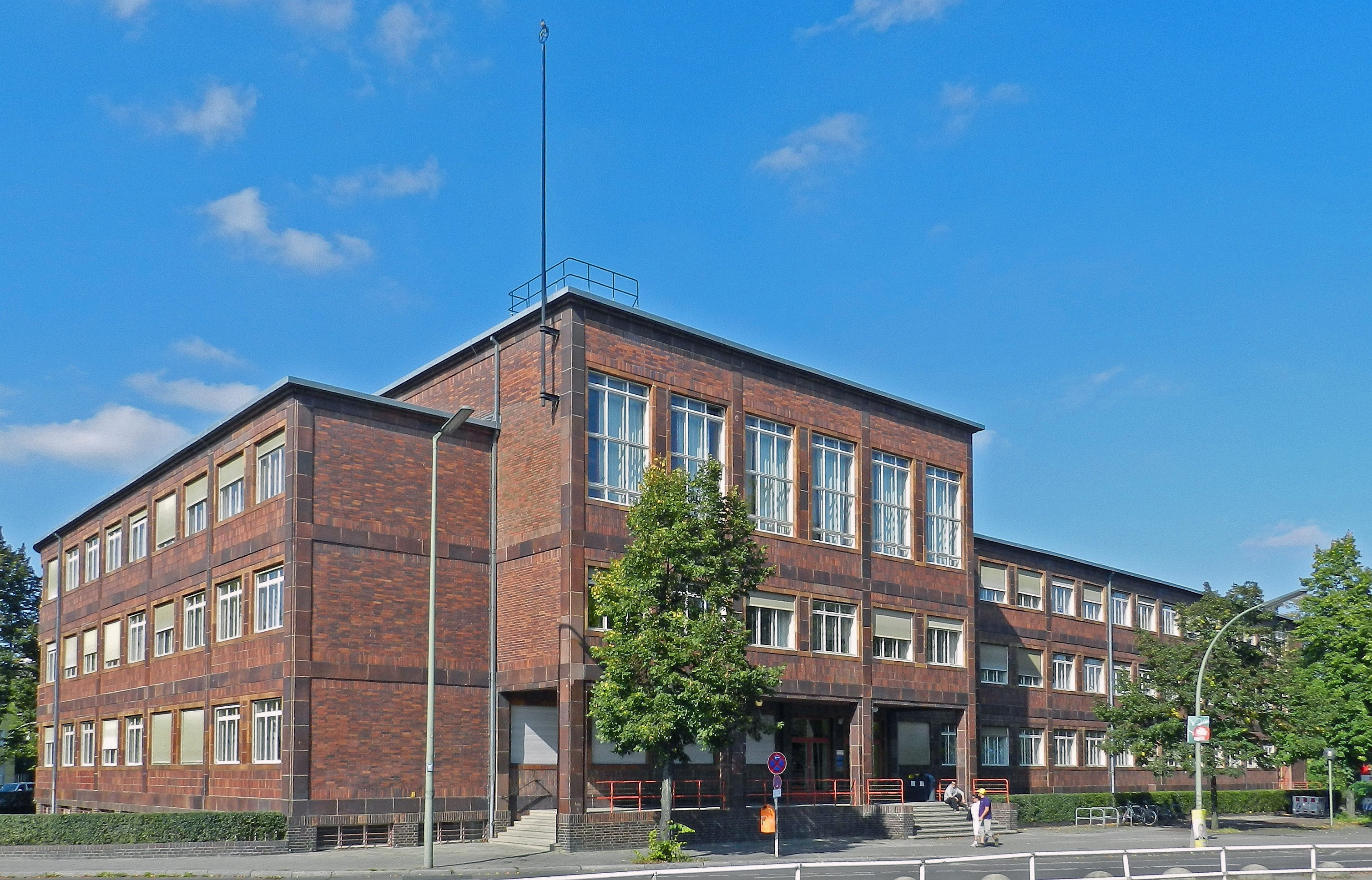
Reichsknappschafthaus (1930) sur la Breitenbachplatz à Berlin. Aujourd'hui Institut de l'Amérique latine

Max Taut (né le 15 mai 1884 à Königsberg à l’époque en Allemagne — mort le 26 février 1967 à Berlin) est un architecte allemand.

## Biographie
Max Taut est le jeune frère de l’architecte Bruno Taut. Dans les années 1920 il construit des bâtiments de bureaux pour des syndicats. Il est membre de la Gläserne Kette, du Novembergruppe et du groupe de réflexion d’avant-garde Zehnerring. Son œuvre la plus importante comprend le bâtiment des imprimeurs dans la Dudenstraße à Berlin (1924-1926) et les magasins de la coopérative de consommateurs à Oranienplatz toujours à Berlin (1929-1932).
L’importance de son travail réside en premier lieu dans le développement de structures poteau/poutre qui exprime la construction et symbolise l’ouverture démocratique de la construction.
Après la Seconde Guerre mondiale il crée une nouvelle école d’architecture dans l’Université des Arts de Berlin. Ses travaux d’après-guerre comprennent le Reutersiedlung à Bonn (1948-1952) et le lycée Ludwig-George à Darmstadt (1951-1952).
Max Taut est enterré dans le cimetière de l'abbaye de Chorin.

## Son œuvre
- Lycée Janusz-Korczak, ancienne école de garçons à Finsterwalde (1913).
- Bâtiments administratifs de la confédération générale allemande des syndicats (Allgemeiner Deutscher Gewerkschaftsbund) à Berlin-Mitte (1922-1923).
- Deux maisons dans le Weißenhofsiedlung à Stuttgart (1927).
- Ancienne maison fédérale des imprimeurs allemands à Berlin-Kreuzberg (1924-1926. ).
- Lycée Alexander-von-Humboldt à Berlin-Köpenick, à l’époque appelé Oberlyzeum « Dorotheenschule » (1929).
- Maison des syndicats Francfort-sur-le-Main (1929-1931).
- Groupe scolaire de Nöldnerplatz à Berlin Lichtenberg (1927-1932).
- Lycée Ludwig-George à Darmstadt.